# Spatelvägstekel
Spatelvägstekel (Arachnospila minutula) är en stekelart som först beskrevs av Anders Gustav Dahlbom 1842.  Spatelvägstekel ingår i släktet Arachnospila, och familjen vägsteklar. Enligt den finländska rödlistan är arten nära hotad i Finland. Arten är reproducerande i Sverige. Artens livsmiljö är åsmoskogar.

## Bildgalleri

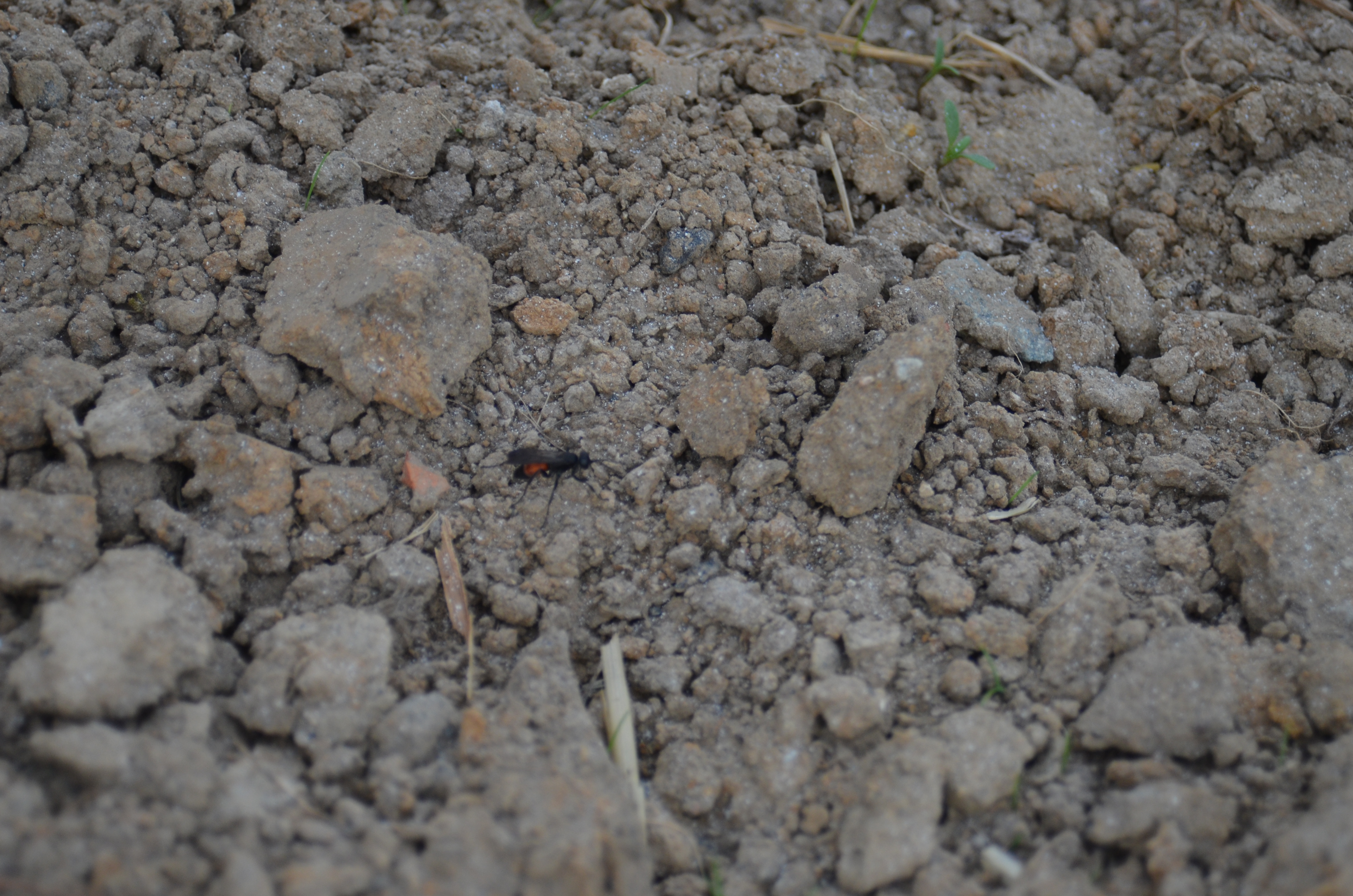